# Centropogon latifrons
Centropogon latifrons är en fiskart som beskrevs av Gerlof Fokko Mees 1962. Centropogon latifrons ingår i släktet Centropogon och familjen Tetrarogidae. IUCN kategoriserar arten globalt som otillräckligt studerad. Inga underarter finns listade i Catalogue of Life.